# Château de Ferrières (Tarn)
Le château de Ferrières est un édifice fortifié, situé dans la commune de Ferrières en France et inscrit aux monuments historiques depuis le 19 mai 1925 et classé depuis le 10 mai 1988.

## Historique
La famille Taillefer est maître de la seigneurie au XIIIe siècle et on ne connaît que peu de chose de leur demeure, même si des voutes seraient antérieures à cette époque. Le château actuel a été profondément remanié et fortifié par Guillaume de Guilhot. Chef protestant pendant les guerres de Religion qui ont fait rage dans la région, il amasse un trésor de guerre à la suite de ses victoires et utilise ce butin pour fortifier les défenses du château et en faire une des plus imposantes forteresses de la région. Le roi de Navarre, futur roi Henri IV aurait fait halte au château en 1585, lors de la visite qu'il fit à Castres.
En 1708, le château est acheté pour servir de prison. Y sont enfermés des prisonniers sans jugement par lettre de cachet. Le propre fils de Armand Thomas Hue de Miromesnil, garde des sceaux, y a séjourné. En 1793, pendant la révolution, les tours sont démolies, mais le logement est conservé.
La sauvegarde et la restauration du château sont assurés par l'association Ferrières-Renaissance.

## Description
Le plan du château est un hexagone irrégulier dont les angles sont occupés par des tours. Les bâtiments d'habitations sont de style Renaissance. La façade est richement ornée de sculptures. Des fenêtres à meneau sont encadrées de colonnettes ouvragées. 
À l'intérieur des cheminées et un escalier sont remarquables pour leur décor sculpté.

## Galerie de photos

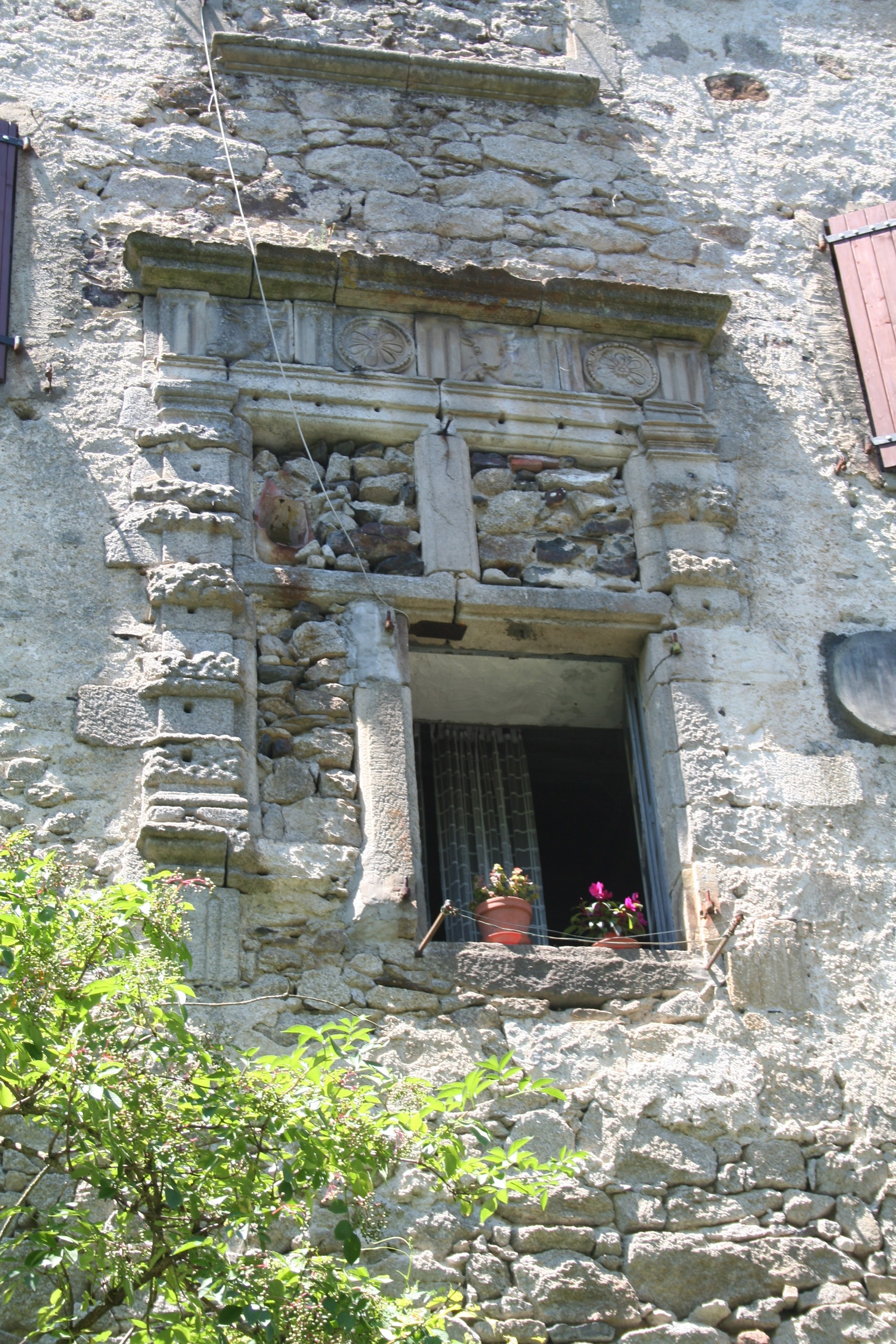
Fenêtre à meneau partiellement obturée.
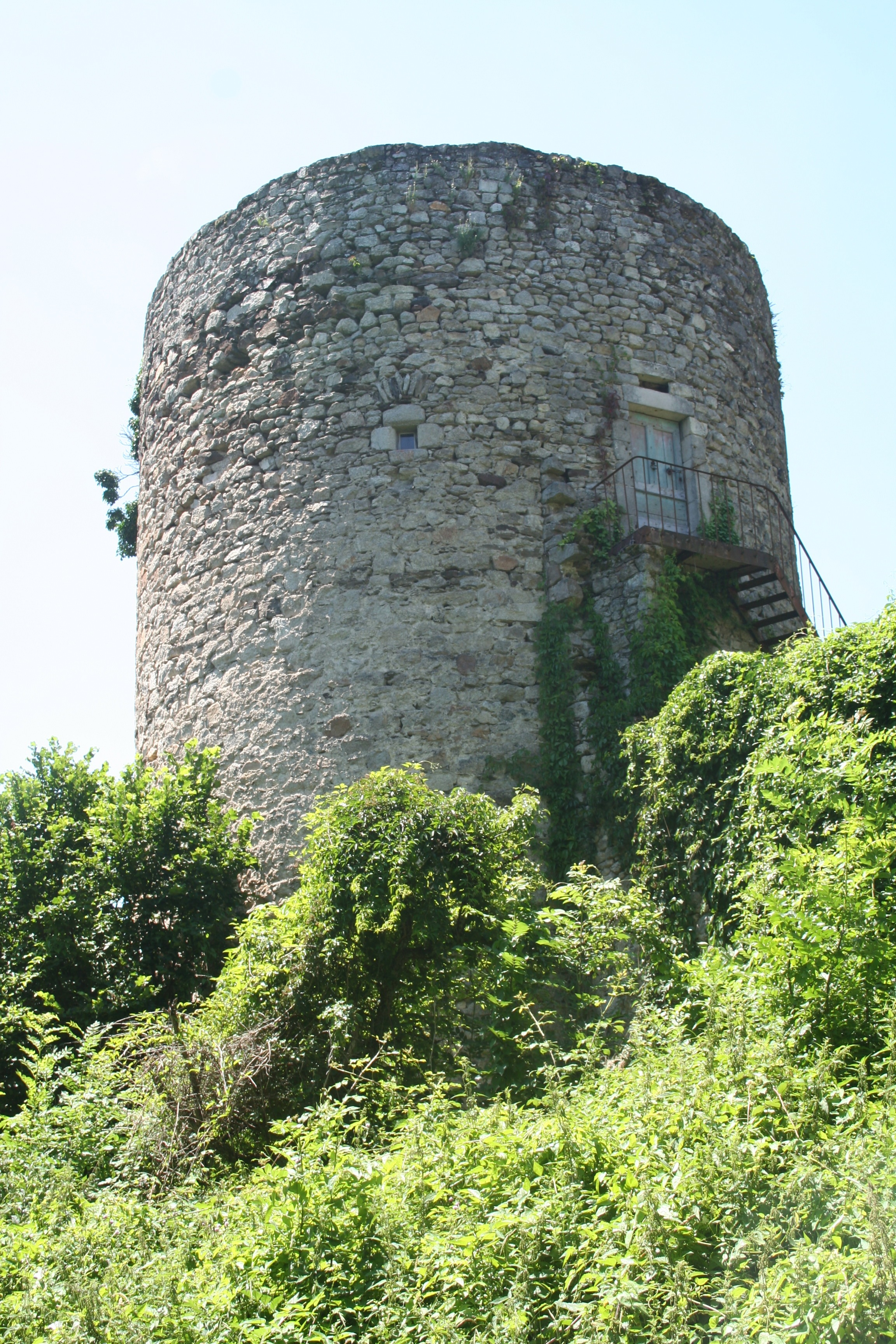
Tour rescapée
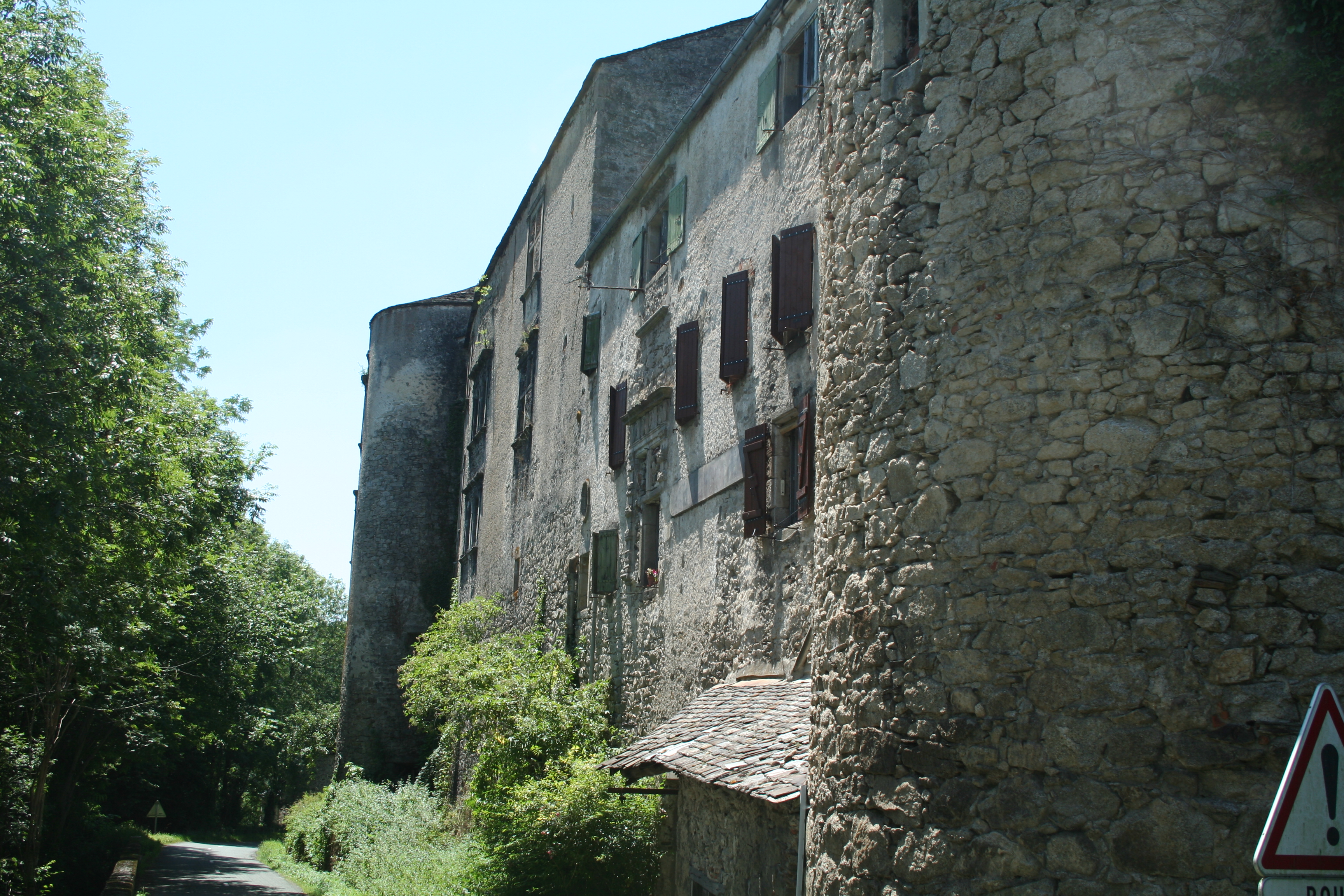
Façade extérieure le long de la route.
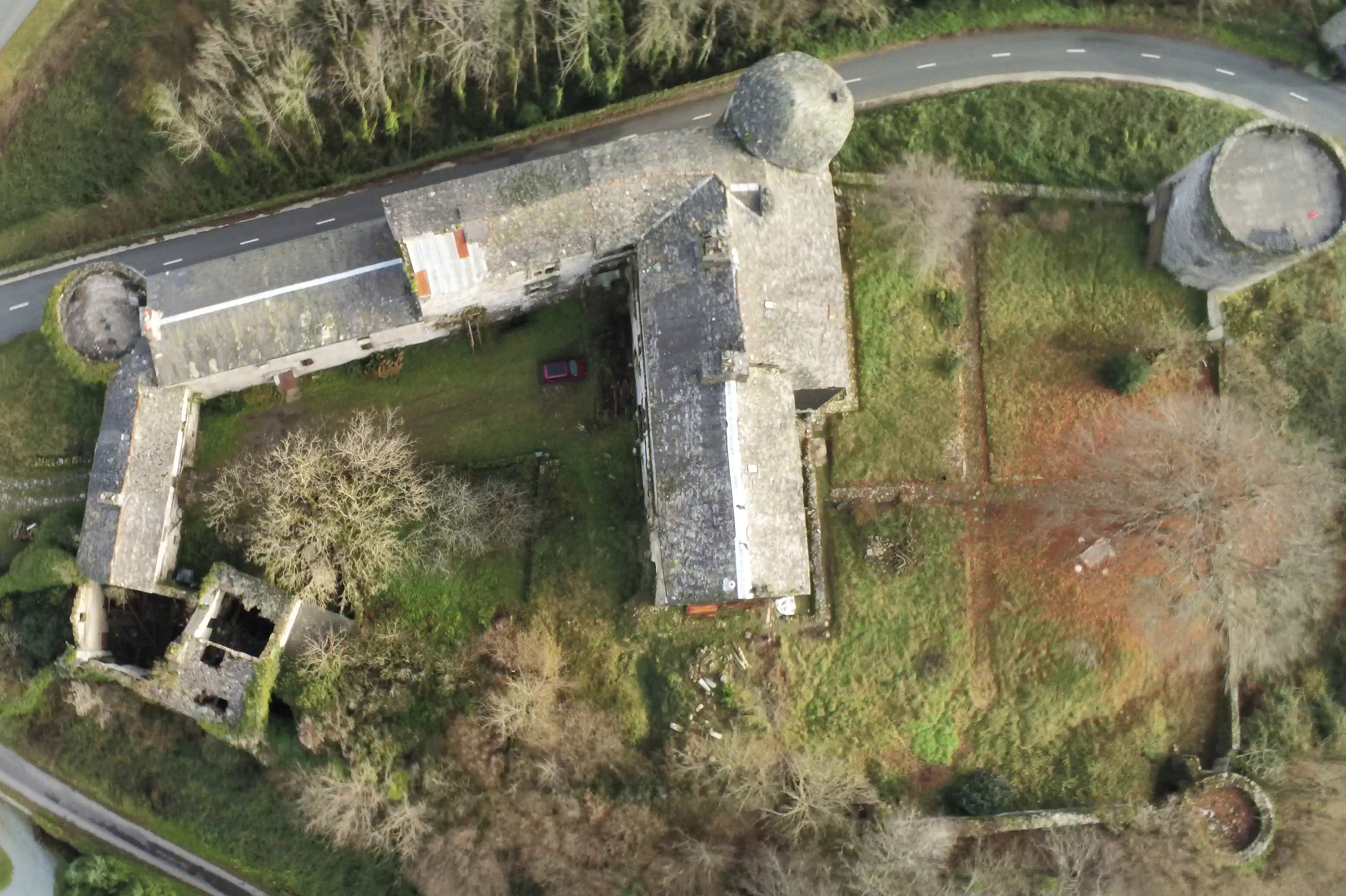
Vue aérienne du château

## Sources